# Emydura
Emydura es un género de tortugas de la familia Chelidae. Las especies de este género se distribuyen por Australia y Nueva Guinea.

## Especies
Se reconocen las siguientes cinco especies:
- Emydura australis (Gray, 1841)
- Emydura gunaleni Smales, McCord, Cann & Joseph-Ouni, 2019
- Emydura macquarii (Gray, 1831)
- Emydura subglobosa (Krefft, 1876)
- Emydura tanybaraga Cann, 1997

El estudio realizado por Kehlmaier, Fritz & Kuchling (2024) mostró que la especie Emydura victoriae (Gray, 1842) representa un linaje mitocondrial de E. australis que pudo originarse en una antigua hibridación con alguna otra especie del género (ya sea E. subglobosa o E. tanybaraga), por ende siendo considerado como un sinónimo menor.